# Festival Lumière 2013
Le Festival Lumière 2013 est la cinquième édition du Festival Lumière.

## Déroulement et faits marquants
La cinquième édition du festival a eu lieu du 14 au 20 octobre 2013.
Le festival accueille la première édition du Marché du film classique de Lyon destiné aux professionnels, qui est consacré à l'économie du film de patrimoine.
La cérémonie de remise du Prix Lumière est désormais décalée du samedi au vendredi, toujours à l'Amphithéâtre salle 3000 de la Cité de Congrès. 

### Prix Lumière
Le prix Lumière est décerné à Quentin Tarantino le vendredi 18 octobre « pour l'ensemble de sa carrière, pour sa cinéphilie irradiante, pour les hommages rendus à l'intérieur même de ses films à toute la mythologie du septième art »,. Quentin avance sa date d'arrivée à Lyon, afin d'être présent pour l'hommage rendu à Jean-Paul Belmondo, lors de la séance d'ouverture ; c'est la première fois que le Prix Lumière assiste entièrement au festival. Tarantino acclame alors cet éloge : « ...Belmondo, ce n'est pas seulement le nom d'une star de cinéma, ce n'est pas seulement le nom d'un homme, c'est un verbe, qui représente la vitalité, le charisme, une force de l'Esprit. Cela représente la supercoolitude. Voilà ce que veut dire Belmondo ! Voici le Roi ! ».

### Rétrospectives
- A personal journey through cinema by Quentin Tarantino : dans la programmation, des perles choisies par Quentin Tarantino
- Ingmar Bergman, une vie de cinéma
- Hal Ashby, l'oublié des années 70
- Henri Verneuil, noir et blanc (années 1950-1960)

### Événements, invitations, hommages
- Soirée d'ouverture : avec Jean-Paul Belmondo en invité d'honneur, projection du film Un singe en hiver (1962) de Henri Verneuil[3]
- Séance de clôture : projection du film Pulp Fiction de Quentin Tarantino, en sa présence[4]
- Séance jeune public : Belle et Sébastien de Nicolas Vanier en avant-première
- Nuit Monty Python présenté par Alexandre Astier : Sacré Graal ! de Terry Gilliam et Terry Jones, La Vie de Brian de Terry Jones, Le Sens de la vie de Terry Gilliam et Terry Jones, La Première Folie des Monty Python de Ian MacNaughton[5]
- Art of Noir
- Vive les cinémathèques ! La Cinémathèque française
- 25 ans du studio Ghibli
- Maurice Jarre, par Jean-Michel Jarre
- Souvenir de Christine Pascal
- Invitation à Tim Roth
- Daniel Toscan du Plantier, un héritage
- Adieu à Bernadette Lafont
- Une histoire permanente des réalisatrices au cinéma : Germaine Dulac
- Les films sur les films : documentaires sur le cinéma
- Splendeurs des restaurations 2013
- Raretés de l'histoire du cinéma
- Le muet dans le parlant, le parlant dans le muet : 1927-1931

### Prix
- Prix Raymond Chirat : aucun prix décerné pour cette édition[6]
- 2e Prix Bernard Chardère : Serge Kaganski[7]